# 金溪乡
金溪乡是中国福建省三明市建宁县下辖的一个乡。2007年11月，濉城镇、金溪乡合并为濉溪镇。 

## 行政区划
金溪乡共辖9个行政村，分别是：
城关村、河东村、长吉村、水西村、圳头村、大源村、高峰村、斗埕村、器村村。